# Josias Friedrich Ernst von Heintze-Weissenrode
Josias Friedrich Ernst friherre von Heintze-Weissenrode (født 22. september 1800 på Schwartenbek ved Kiel, død 26. januar 1867 på Niendorf ved Lübeck) var en holstensk amtmand.

## Biografi
Han var søn af Friedrich Adolph von Heintze (1768-1832) og Henriette født Blome (1775-1845).
Han studerede i Kiel og Göttingen, tog 1822 juridisk eksamen i Glückstadt og ansattes året efter som auskultant ved Overretten i Slesvig, af hvilken han 1829 blev medlem. 1832 arvede han godserne Niendorf og Reecke ved Lübeck efter faderen, blev 1834 medlem af regeringen på Gottorp, 1836 kammerherre, oprettede 6. oktober 1841 det Heintzeske Forlods og ophøjedes 31. december samme år i friherrestanden. 1845 udnævntes han til amtmand over Bordesholm, Kiel og Cronshagen Amter og til kongelig kommissær for de holstenske baner, 1846 til Kommandør af Dannebrog og var 1846-48 tillige amtmand over Neumünster Amt. Ved våbenstilstanden i Malmø 1848 blev han medlem af fællesregeringen for Slesvig, Holsten og Lauenborg under Carl Moltke, var 12. oktober samme år - april 1849 medlem af den nye fællesregering under Reventlow-Jersbeck og 2. februar 1851 - marts 1852 medlem af den øverste civilbestyrelse for Holsten under Adolf Blome. 1852 overtog han atter sin amtmandspost, men fik allerede i foråret 1855 sin afsked. I december 1859 var han en kort tid designeret til holstensk minister og blev 1863 under et besøg hos Frederik VII på Glücksborg kort før dennes død mundtlig udnævnt til gehejmekonferensråd. Han døde 26. januar 1867 på Niendorf. 20. september 1823 ægtede han Elisabeth Cornelia komtesse Reventlow (f. 28. august 1804).